# Otto Vollbehr

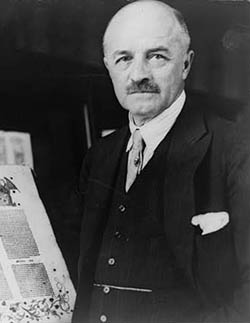
Otto H. F. Vollbehr, um 1928

Otto Heinrich Friedrich Vollbehr (* 24. April 1869 in Kiel; † 18. Mai 1946 in Frankfurt-Höchst) war ein deutscher Chemiker und Erfinder sowie Büchersammler und Antiquar.
Von ihm zusammengetragene Inkunabel-Sammlungen wurden zwischen November 1924 und 1926 von Henry E. Huntington für seine Huntington Library und 1930 von der Library of Congress angekauft.
Ein vollständiges, auf Pergament gedrucktes dreibändiges Exemplar der Gutenberg-Bibel aus dem Stift St. Paul im Lavanttal wurde zum Spitzenobjekt von Vollbehrs Sammlung und seines Angebots, ohne dass es jemals physisch Teil seiner Sammlung war.

## Leben
Trotz seiner zeitweilig großen Bekanntheit ist das Leben von Otto Vollbehr in vielen Details unklar. Es ist schwierig, sein tatsächliches Leben von eigenen wie fremden Legendenbildungen zu trennen. Er galt immer schon als the mysterious Dr. Vollbehr.
Otto Vollbehr war der älteste Sohn des Kieler Kaufmanns Emil Jakob Heinrich Vollbehr (1837–1913) und seiner Frau Caroline Elisabeth, geb. Beckmann (1846–1927). Zu seinen sieben Geschwistern zählt der Maler Ernst Vollbehr. Der Kunsthistoriker und Magdeburger Museumsdirektor Theodor Volbehr war sein Cousin.
Nach dem Abitur studierte er nach eigener Aussage Chemie an den Universitäten Kiel, Marburg und Berlin. 1894 war er in Berlin Mitglied der Akademischen Liedertafel im Sondershäuser Verband (heute Akademisch-Musische Verbindung Berlin), deren Geschichte ihn als Student der Pharmazie bezeichnet. 1897 soll er in Berlin einen Abschluss in Chemie gemacht haben. Er trat schon 1900 als Dr. phil. auf; eine Dissertation ist jedoch nicht nachweisbar.
Zu seinem Abschluss schenkte ihm, so Vollbehr in einem Interview von 1931, sein Vater den Betrag von 10.000 Reichsmark, damit er eine Weltreise machen konnte. Er reiste über Frankreich, Ägypten, Indien, China und Japan nach Hawaii. Dort traf er Claus Spreckels (vermutlich Claus August Spreckels (1858–1946), Sohn von Claus Spreckels) und erhielt erste Einsichten in den Handel mit Agrarrohstoffen. Im April 1897 erreichte er San Francisco, wo er als noted pharmacist auftrat. Hier will er noch kurz vor dessen Tod mit Adolph Sutro zusammengetroffen sein, dessen Tochter er in Japan kennengelernt hatte. Sutro hatte sein großes Vermögen unter anderem in den Aufbau einer Bibliothek gesteckt, deren Reste sich heute in der kalifornischen Staatsbibliothek befinden. Sutro soll ihm den Rat gegeben haben, sich eine Sammlung seltener Bücher anzulegen und sich auf ein Spezialgebiet zu konzentrieren.
Von Kalifornien aus soll Vollbehr versucht haben, im Zuge des Klondike-Goldrauschs nach Alaska zu kommen. Er gelangte bis nach Victoria (British Columbia), wo ihn gesundheitliche Umstände zur Umkehr bewogen. Seine schwache Gesundheit hinderte ihn jedoch nicht daran, nach eigener Aussage per Pferd von Washington (Bundesstaat) nach Mexiko zu reisen, mit Zwischenstopps in Yosemite und im Death Valley. In Mexiko soll er ein Telegramm der Dynamit Nobel AG erhalten haben, das ihm die Vertretung des Unternehmens in Japan und China anbot. Er reiste nach Chicago, um das Angebot in der dortigen Niederlassung anzunehmen, und dann nach Berlin. Hier heiratete er am 2. Oktober 1900 Elsbeth Louise Johanna Margarethe (* 1879), geb. Kurtz, die Tochter des verstorbenen Berliner Tiergarten-Inspektors Carl Wilhelm Joseph Kurtz.
Es ist nicht klar, ob und wie lange er tatsächlich danach im Fernen Osten tätig war. Bald war er zurück in Berlin und arbeitete als unabhängiger Chemiker. Das Ehepaar Vollbehr lebte in Berlin-Halensee am westlichen Ende des Kurfürstendamms (Kurfürstendamm 130), später in der Wilmersdorfer Straße 98/99.

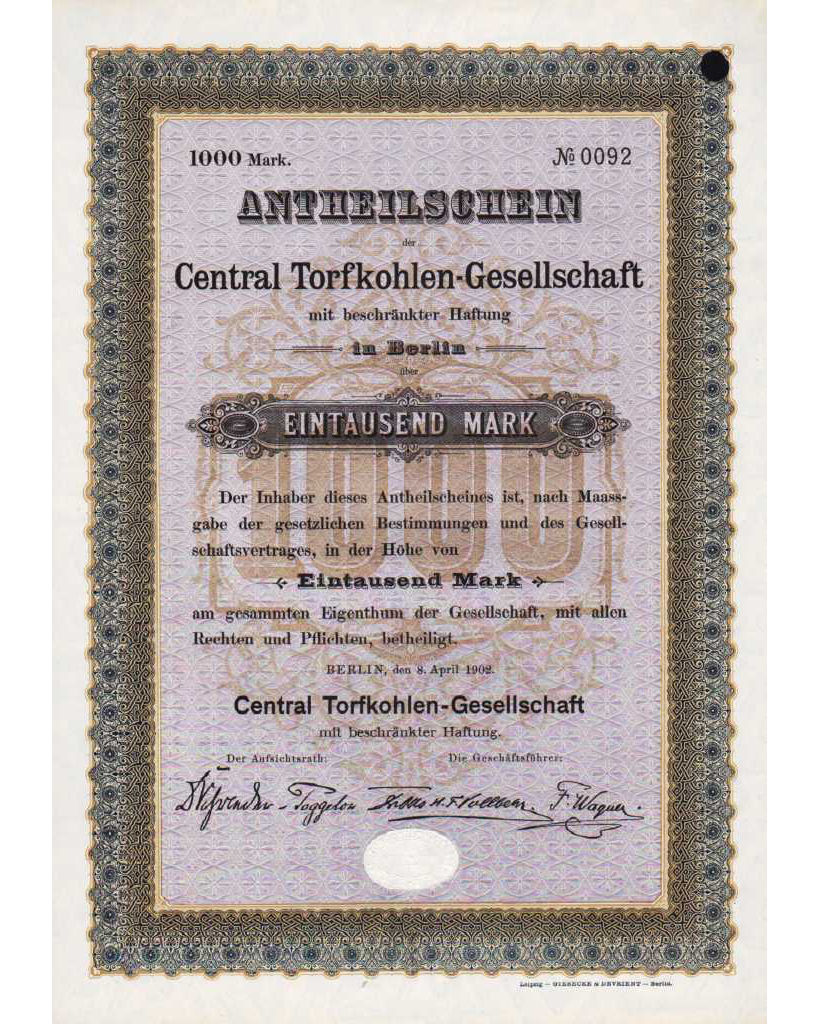
Anteilschein der Central-Torfkohlengesellschaft mit Unterschrift Vollbehrs

1901 ist er als Geschäftsführer der Allgemeinen Torfkohlengesellschaft m.b.H. und 1902 der Central-Torfkohlengesellschaft auf Anteilsscheinen belegt. 1902 erhielt er ein Österreichisches Patent zur Herstellung von Kohlen aus Torf, das er 1904 an die Allgemeine Torfkohlengesellschaft abtrat. 1905 erfand er eine Kartenlupe, das Mikrophotoskop, mit dem es möglich wurde, stark verkleinerte photographische Nachbildungen der Originalblätter in Form von Diapositiven zu betrachten: Der Hauptnutzen der Erfindung wird der militärische sein. Im selben Jahr trat er dem Berliner Exlibris-Verein bei. 1906 erhielt er ein US-Patent für sein Micrographic Microscope.
1913 wurden er und seine Ehefrau vom österreichischen Geheimdienst überwacht. Der Grund war die völlig undurchsichtige Rolle, die Vollbehr in Bulgarien spielte, wo er sich als Vertreter einer britischen Finanzgruppe vorstellte.
Bis 1914 soll er Vorstandsvorsitzender eines großen chemischen Unternehmens gewesen sein bzw. als Generaldirektor in den Verwaltungsräten großer Gesellschaften gesessen haben. Seine Verwendung im Ersten Weltkrieg ist unklar. Im Mai 1915 taucht er im Tagebuch des österreichischen Diplomaten Heinrich Wildner auf. Er suchte Wildner in einer Häuteausfuhrangelegenheit auf, tatsächlich aber, um mit ihm die politische Lage auf dem Balkan zu besprechen. Er sei ein enger Freund des bulgarischen Ministerpräsidenten Wassil Radoslawow und wolle Möglichkeiten zum Sturz der Karađorđević-Dynastie in Serbien ausloten. Offenbar spielte er in dieser Zeit eine „dubiose Rolle als unerwünschter Agent“.
Neben, vielleicht auch in Zusammenhang mit seinen Interessen auf dem Balkan engagierte sich Vollbehr im Umfeld der deutsch-türkischen Beziehungen. 1918 hielt er eine auch gedruckte Gedächtnisrede am Sarge des kais. türkischen Generalkonsuls Exzellenz Dr. Omer Lutfi Bey. Dieser war am 23. April 1918 während einer Operation verstorben. Vollbehrs Verbindung zu Lutfi liegt im Dunkeln; belegt ist, dass Vollbehr zu dieser Zeit Mitglied der Gesellschaft für Islamkunde war. Er soll in Istanbul günstig eine Inkunabel-Sammlung sowie zahlreiche islamische Handschriften erworben haben; die Handschriften habe er dem Sultan (Mehmed V.?) zum Geschenk gemacht. Aus Akten ist belegt, dass er zusammen mit Alfred Nossig die treibende Kraft hinter einem Orient-Institut Mehmet Reşat V war, das sich der Vermittlung von Büchersammlungen in die Türkei widmete und zumindest eine wertvolle Sammlung von der Firma Gysellius für 70.000 Reichsmark erwarb und dem Sultan zum Geschenk machte.

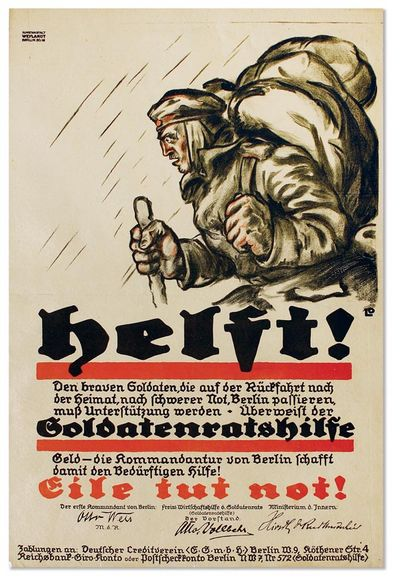
Poster der Soldatenratshilfe (1918) mit Unterschrift des Vorsitzenden Otto Vollbehr

Im Zuge der Novemberrevolution 1918 wurde Vollbehr Mitglied des Arbeiter- und Soldatenrats in Berlin und Vorsitzender der Freiwilligen Wirtschaftshilfe des Soldatenrats, die Geldspenden zur Unterstützung heimkehrender Soldaten sammelte. In dieser Eigenschaft nahm er Anfang April 1919 an einer Veranstaltung der ägyptischen National-Radikalen Partei im Hotel Adlon teil. Nur wenig später, nach einer „Überprüfung der Geschäftsführung des Vereins“ wegen nicht genehmigter Geldsammlung, änderte die Wirtschaftshilfe ihre Zielsetzung und hieß – weiterhin unter dem Vorsitz von Vollbehr – nun Verein Freiwillige Wirtschaftshilfe für den Ost- und Heimatschutz („Osthilfe“). Die, trotz der Namen von Gustav Noske und Paul Hirsch auf den Plakaten, wiederum „nicht genehmigte Sammlung von Geldspenden zur Unterstützung von Freiwilligentruppen für den Schutz der Ostgrenzen“ führte 1923 zur Liquidation des Vereins und zur Überweisung des Restvermögens auf das Konto der Flüchtlingsfürsorge des Bundes der Deutschen Grenzmarken-Schutzverbände.
Einige Zeit nach dem Ende des Ersten Weltkriegs soll Vollbehr bei einem Eisenbahnunfall auf der Strecke Brüssel-Paris so schwer verletzt worden sein, dass er mehrere Monate im Krankenhaus lag und halbseitig gelähmt war. Auf ärztlichen Rat hin habe er seinen Beruf aufgegeben, um sich ganz dem Sammeln von Büchern zu widmen.
Er spezialisierte sich auf den Ankauf von Inkunabeln, insbesondere aus klösterlichem Besitz. Durch die Inflationszeit war der Markt für Käufer außerordentlich günstig.

## Händler und Stifter
Vermutlich bedingt durch sein Bedürfnis nach Devisen und durch sein Wissen um den amerikanischen Markt, wurde aus dem Käufer und Sammler relativ bald ein Verkäufer. Darüber hinaus betätigte sich Vollbehr als Stifter.

### Huntington

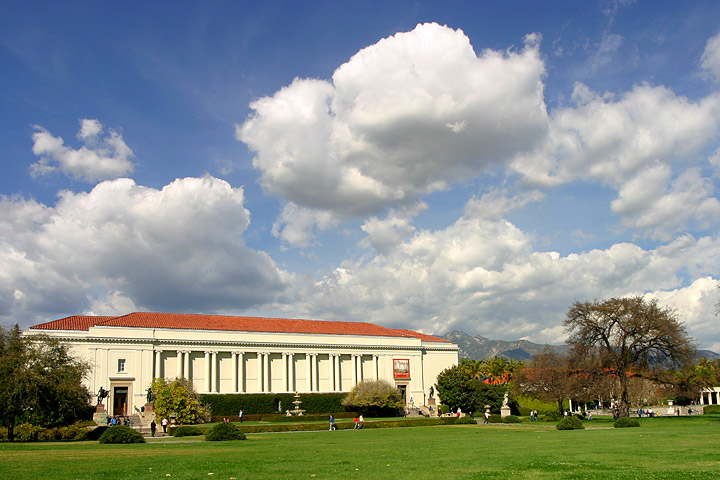
Huntington Library

Im Oktober 1924 reiste Otto Vollbehr nach Los Angeles, kontaktierte erstmals Henry E. Huntington und bot ihm seine Inkunabelsammlung zum Kauf an. Zwischen November 1924 und 1926 erwarb Huntington von Vollbehr insgesamt 2385 Bände für 1,2 Millionen US-Dollar. Der erste Kauf umfasste 392 Stücke, meist spanischer und portugiesischer Herkunft, zu einem Preis von 177.000 Dollar. Im Januar 1925 bot ihm Vollbehr seine komplette Sammlung von 4000 Inkunabeln an. Huntington kaufte jedoch im März nur 1740 Inkunabeln zu einem Preis von 770.000 Dollar, den er teils in bar, teils in Pacific Electric-Aktien beglich.

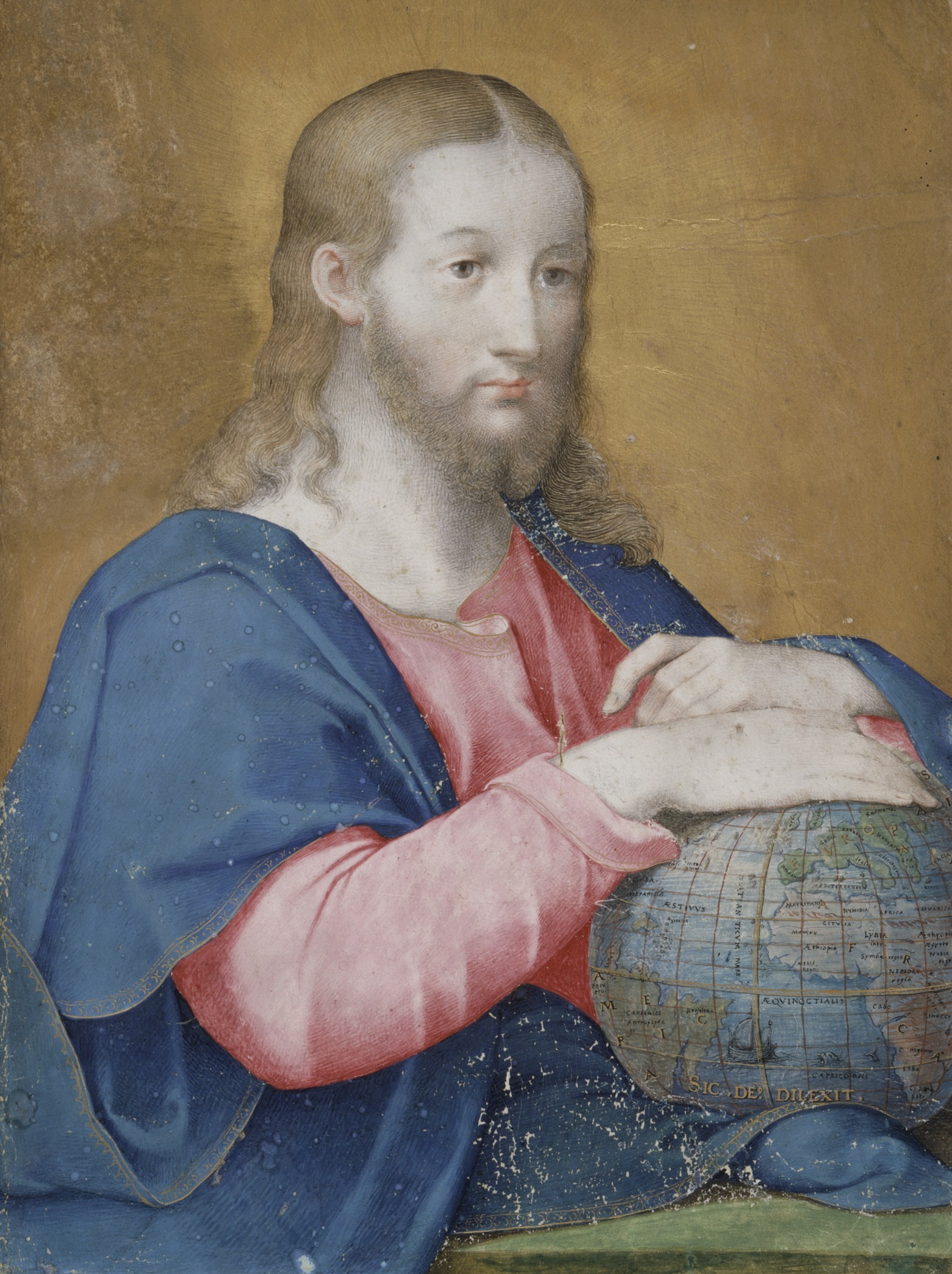
Porträt Christi, Geschenk von Vollbehr an das LACMA 1926

Danach machte er Vollbehr klar, dass er zum jetzigen Zeitpunkt nicht an weiteren Ankäufen interessiert sei. Auch verschiedene publizistische Aktionen Vollbehrs, der sich im November für längere Zeit im Vista del Arroyo Hotel (heute Richard H. Chambers United States Court of Appeals) in Pasadena in der Nähe der Huntington Library eingemietet hatte, wie ein Interview in der Los Angeles Times und das Geschenk eines flämischen Gemäldes aus dem 16. Jahrhundert an das Los Angeles County Museum of Art Anfang 1926, konnten Huntington nicht grundsätzlich umstimmen. Im Februar 1926 erwarb er noch einmal 350 Inkunabeln; ein weiteres Angebot von 1333 Titeln schlug er aus, ebenso das Angebot der Gutenbergbibel im Juni 1926. Vollbehr stellte sich durchgehend als „Sammler“ dar, der einem anderen Sammler aushalf – Huntingtons Bibliothekar Herman R. Mead sah ihn jedoch lediglich als Händler und commercial agent und weigerte sich, die seiner Meinung nach nur so genannte „Sammlung“ Vollbehr als Provenienz zu katalogisieren.

### Gutenberg-Bibel
Als Vollbehr klar wurde, dass sein Verkaufserfolg bei Huntington zu einem Ende kam, nahm er im Juni 1926 am 28. Eucharistischen Weltkongress teil, der in Chicago stattfand. Versehen mit einem Empfehlungsschreiben von Papst Pius XI. stellte er Teile seiner Sammlung aus, in der Hoffnung, dass George William Kardinal Mundelein, der Erzbischof von Chicago, sie mit Hilfe von wohlhabenden Spendern für die Bibliothek seines Seminars, heute University of Saint Mary of the Lake, erwerben würde. Obwohl die Ausstellung großes Aufsehen erregte, erfüllte sich diese Hoffnung nicht.

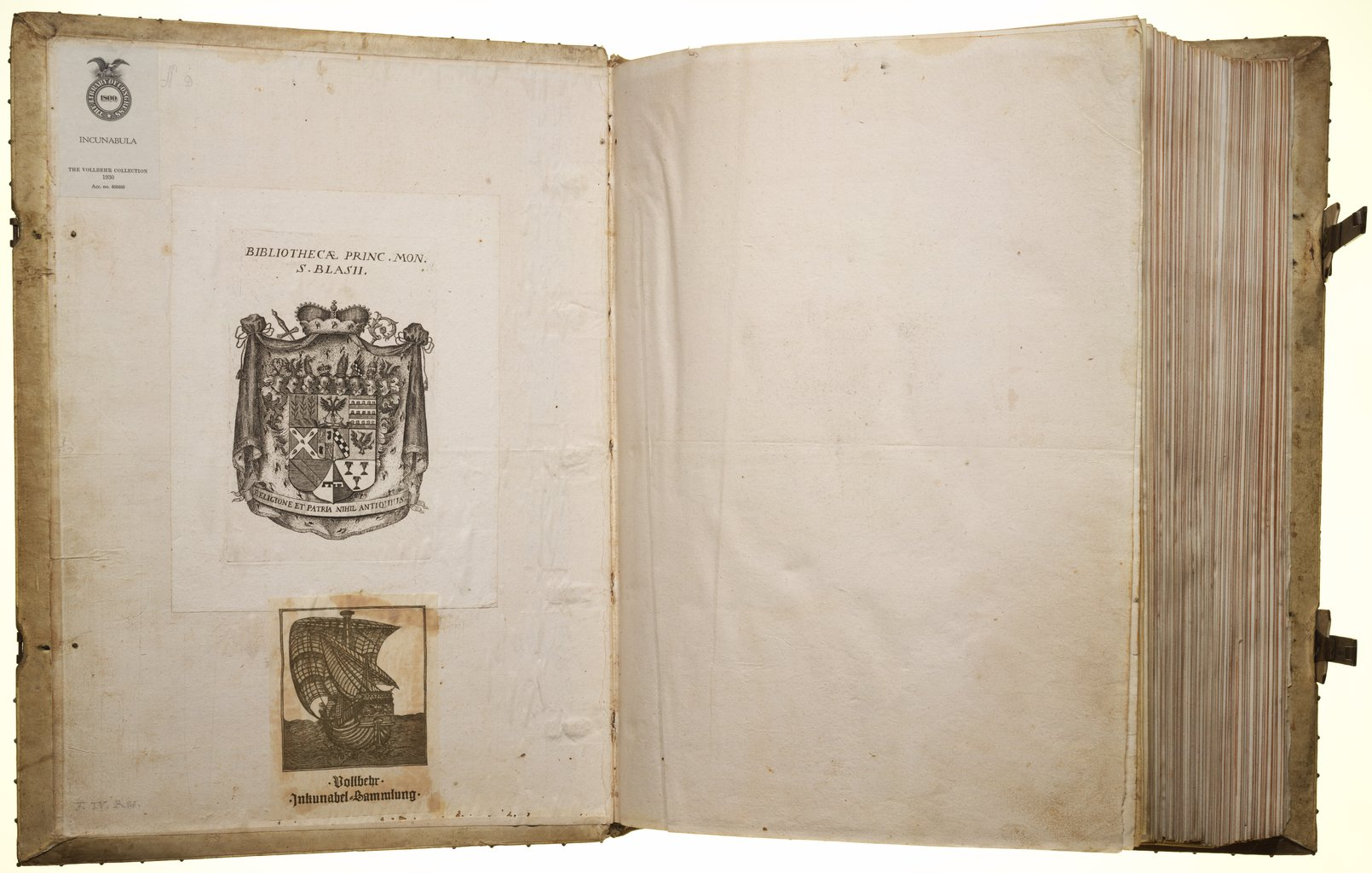
Gutenberg-Bibel mit Exlibris Otto Vollbehr

Kurz vorher war Vollbehr in Verhandlungen um den Kauf der Gutenberg-Bibel aus dem Stift St. Paul im Lavanttal, die aus dem Kloster St. Blasien (Schwarzwald) dorthin gekommen war, eingetreten und hatte das Stift am 11. Mai 1926 besucht. Den Mönchen hatte er in Aussicht gestellt, dass die Bibel über „mehrere vermögliche Gönner“ einem „amerikanischen Kirchenfürsten“ zum Geschenk gemacht werden solle. Er bot zunächst 175.000 Dollar. Nach Einspruch des österreichischen Bundesdenkmalamtes und des zuständigen Ministeriums erhöhte er das Angebot auf 250.000 Dollar. Zu diesem Preis wurde am 13. September 1926 ein Vorvertrag zwischen dem Stift und dem Vertreter Vollbehrs, dem Frankfurter Antiquar Felix Kauffmann (1878–1953), abgeschlossen.

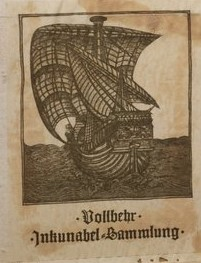
Historisierendes Exlibris Vollbehrs in der Gutenberg-Bibel

Das vollständige und auf Pergament gedruckte Exemplar der Gutenberg-Bibel wurde damit zum Spitzen-Objekt von Vollbehrs „Sammlung“ und seines Angebots – ohne dass es jemals physisch Teil seiner Sammlung gewesen wäre. Eine aufwendige Broschüre Incunabulum Incunabulorum: The Gutenberg Bible on Vellum in the Vollbehr Collection unterstützte das Vermarktungsprojekt.
Vollbehr unternahm nun eine Verkaufstour mit seinem Buchangebot. Vom 23. bis zum 30. September 1926 war es im National Arts Club in New York ausgestellt. Zu sehen waren 55 verschiedene Bibeln, 50 Ausgaben von Werken des Kirchenvaters Augustinus und 30 Ausgaben von Werken des heiligen Hieronymus.
Am 14. Oktober 1926 teilte Vollbehr dem Stift mit, er könne die vereinbarte Zahlungsfrist von einem Monat nicht einhalten, und stellte es vor die Wahl, den Kauf rückgängig zu machen oder den Kaufpreis zu verzinsen. Das Stift nahm das Angebot zur Verzinsung an unter der Bedingung, das Vollbehr im Laufe des Jahres 1927 eine Anzahlung von insgesamt 50.000 Dollar leiste, was auch erfolgte.

### University of Kansas
Vermutlich vermittelt durch seine zeitweilige Mitarbeiterin Kathrine Klinkenberg, eine Absolventin der University of Kansas, die später William Lindsay White heiratete, stiftete Vollbehr der Universitätsbibliothek zwischen 1926 und 1931 ihre erste Inkunabel, ein Exemplar der Schedelschen Weltchronik, sowie 210 Landkarten aus dem 17. und 18. Jahrhundert, den Grundstock für den Aufbau einer Kartensammlung an der Universität. Auch wenn die konkrete Motivation für Vollbehrs Stiftung im Dunkeln liegt, ist anzunehmen, dass ihm am Aufbau einer langfristigen Kundenbeziehung gelegen war.
Darüber hinaus stiftete er 1931 1500 Dollar für ein Otto Vollbehr Austausch-Stipendium, um deutschen Studierenden ein Studienjahr an der University of Kansas zu ermöglichen, dessen Finanzierung er jedoch nach nur einem Jahr 1932 wieder einstellte. Offenbar hatten seine Bemühungen nicht das erwünschte Echo ausgelöst.

### Library of Congress

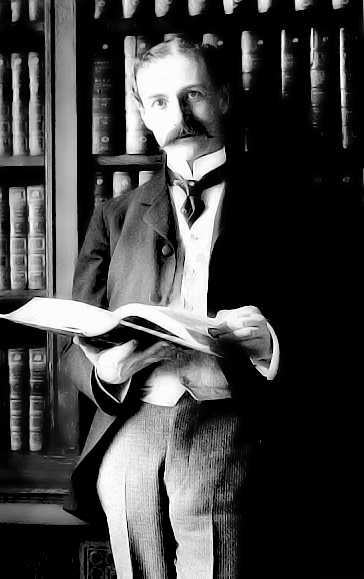
Herbert Putnam, um 1900

Die letzte Ausstellung der Tour fand 1928 in der Library of Congress statt. Am 20. April 1928 gab Herbert Putnam, der Direktor der Bibliothek, aus Anlass der Eröffnung ein Mittagessen. Zu den Gästen zählten der deutsche Botschafter Friedrich von Prittwitz und Gaffron, der Vorsitzende des Bibliotheksausschusses im Repräsentantenhaus und der Vize-Außenminister. Vollbehr gab dabei bekannt, dass er gemeinsam mit seiner Frau der Bibliothek eine Sammlung von 10.800 Blättern mit Beispielen von Drucker- und Verlegermarken aus dem 15. bis 19. Jahrhundert stifte. Jedes Blatt enthielt, auf Karton montiert, eine Titelseite oder ein Kolophon, was darauf hinweist, dass die Exemplare zerstückelt worden waren. Vollbehr fügte hinzu, er sei bereit, der Bibliothek eine Gutenberg-Bibel und 3000 Inkunabeln zukommen zu lassen, wenn sich ein Wohltäter finden ließe. Seine Aufforderung, eine Zusage zu machen, fand zunächst keinen Widerhall bei den Anwesenden, auch nicht, als Vollbehr erklärte, er sei bereit, auf die Hälfte des Marktwertes zu verzichten bzw. diesen zu stiften. Die Ausstellung selbst hingegen war ein Besuchererfolg.
Im folgenden Jahr spendete Vollbehr zum Abschluss der Feierlichkeiten zum 100. Geburtstag von Carl Schurz die Schreiber collection of European book illustrations, eine von Wilhelm Ludwig Schreiber (1855–1932) angelegte Sammlung von 20.000 Holzschnitten und Kupferstichen, die aus Büchern vom 15. bis 18. Jahrhundert stammten.
Putnam wollte die Gutenberg-Bibel; er war sich aber nicht sicher, ob der Kongress eine Erwerbung finanzieren würde, zumal das Land noch unter den Folgen der Great Depression litt. Vollbehr suchte nun verzweifelt nach einem Käufer; er bat den Antiquar Abraham Rosenbach in Philadelphia (Rosenbach Museum & Library), zu sondieren, ob der Unternehmer Julius Rosenwald und sein bibliophiler Sohn Lessing Julius Rosenwald, die Inhaber des größten US-Versandhauses Sears, Roebuck & Co., die Sammlung erwerben könnten. Vollbehr wollte jetzt $ 900.000 für 2000 Bände und $ 400,000 für die Gutenbergbibel. Die Rosenwalds lehnten ab, und eine Rückführung der Bände nach Europa stand bevor.
Zu diesem kritischen Zeitpunkt erfuhr der Kongressabgeordnete Ross Alexander Collins aus Mississippi von der Zwangslage der Sammlung Vollbehr. Am 7. Februar 1930 setzte er sich in einer engagierten Rede im Repräsentantenhaus für einen Ankauf der Sammlung ein und brachte den entsprechenden Gesetzentwurf der Collins Bill (H.R. 6147: a bill authorizing the secretary of the Treasury to pay to the Joint committee on the Library the sum of $1,500,00 for the purchase of the collection of three thousand incunabula to be deposited in the Library of Congress) auf den Weg. Die Rede wurde in vielen Zeitungen der USA nachgedruckt. Kommentare in den wichtigsten Tageszeitungen riefen den Kongress auf, das Gesetz zu verabschieden. Der Bibliothekar Lee Pierce Butler (1884–1953) von der Newberry Library in Chicago und andere Experten setzten sich als Sachverständige bei Anhörungen im Bibliotheksausschuss dafür ein.

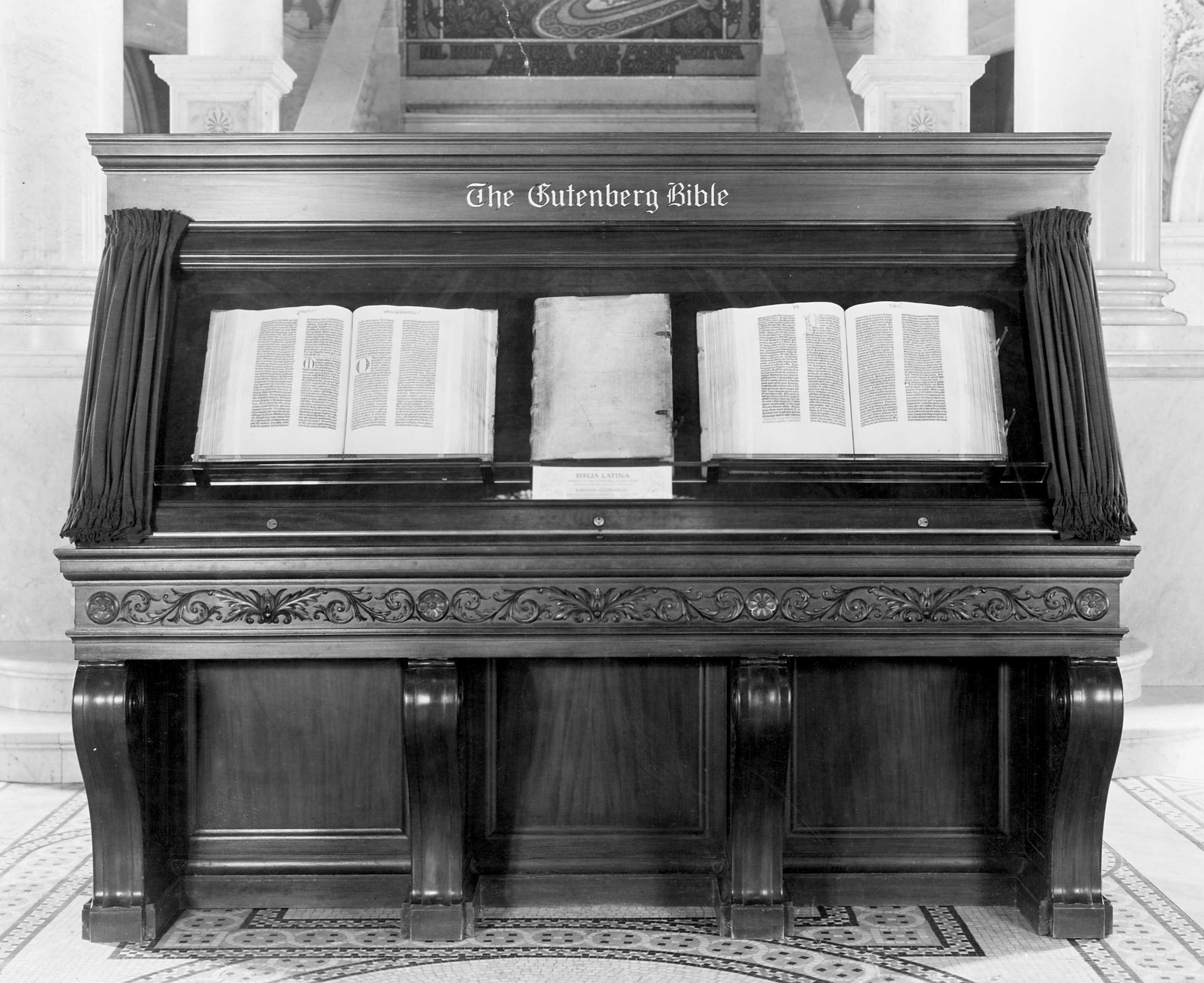
Gutenberg-Bibel der Library of Congress (1944)

Das Gesetz wurde am 11. Juni vom Repräsentantenhaus und am 26. Juni vom Senat verabschiedet; am 6. Juli trat es mit der Unterzeichnung durch Präsident Herbert Hoover in Kraft. Wenige Wochen später trafen die Kisten mit den Inkunabeln in der Bibliothek ein. Der Kauf verdreifachte den Bestand der Bibliothek an Inkunabeln. Die Gutenberg-Bibel war jedoch noch nicht dabei: Vollbehr hatte lediglich eine Option unterzeichnet und eine Anzahlung geleistet, sie befand sich aber zu keinem Zeitpunkt tatsächlich in seinem Besitz, auch wenn er dies immer behauptet hatte. Putnam musste daher selbst nach Österreich reisen, um mit den Mönchen des Stifts St. Paul im Lavanttal in Kärnten zu verhandeln. Er wurde begleitet von Dr. Engel; ebenfalls beteiligt waren Otto Vollbehr mit Handelsgerichtsrat Köpp aus Berlin sowie der Rechtsanwalt des Stiftes, Paul Loebel aus Klagenfurt. Schließlich konnte Putnam die dreibändige Bibel am 16. August in der amerikanischen Gesandtschaft in Wien in Anwesenheit des Botschafters Gilchrist Baker Stockton in Empfang nehmen und über Le Havre mit der SS Leviathan nach New York und dann nach Washington bringen. Damit erwarb die Library of Congress eins von nur drei bekannten vollständigen Exemplaren auf Pergament und das einzige Exemplar in drei Bänden. Die anderen beiden kompletten Pergament-Exemplare befinden sich in der British Library in London und in der Bibliothèque nationale de France in Paris.
Vollbehr erhielt 1,5 Millionen US-Dollar von der Library of Congress. Er war jedoch stark verschuldet: Von den insgesamt 3.255 Bänden, die er an die Bibliothek verkaufte, waren 2.200 mit einer Hypothek belastet, die auf einer Schuld Vollbehrs an einen New Yorker Geschäftsmann von $ 300.000 beruhte, eine Bank in Frankfurt am Main hatte eine Forderung von $ 500.000 gegen ihn, und er schuldete einer Maklerfima in New York weitere $ 150.000. Hinzu kam ein Prozess, den ein Anwalt angestrengt hatte, der eine Kommission aus dem Verkauf an die Library of Congress beanspruchte. Vollbehr gewann den Prozess; aber nachdem er alle seine Gläubiger befriedigt hatte, blieb ihm nur wenig Gewinn aus dem Verkauf.

### Weitere Verkäufe
Am 5. Juli 1932 brachte Vollbehr eine weitere Sammlung zur Versteigerung. Es waren 125 vor 1550 gedruckte Werke mit Amerika-Bezug, die in Metuchen, New Jersey, versteigert wurden, darunter ein Exemplar von Peter Apians Cosmographicus Liber, Landshut 1524 und eine Weltkarte, die zwischen 1475 und 1482 in Süddeutschland hergestellt worden war.
Einen Rest von 1036 Bänden verkaufte Vollbehr 1936. Davon übernahm der New Yorker Antiquar Israel Perlstein 700 Bände. Nachdem er sie der Library of Congress angeboten, diese aber abgelehnt hatte und sich herausstellte, dass die meisten Bücher in schlechtem Zustand und überteuert waren, verkaufte Perlstein sie an das Kaufhaus Gimbel Brothers, 33rd St & Broadway in Manhattan. Diese Firma hatte zuvor mit Hilfe der Galerie von Viktor Hammer, dem Bruder von Armand Hammer, erfolgreich ihren 5. Stock in eine Kunsthandlung verwandelt, die Kunstsammlungen von William Randolph Hearst und Clarence H. Mackay (1874–1938) als art over the counter (Kunst über den Ladentisch) verkaufte, und suchte nun, wiederum mit Unterstützung der Galerie Hammer, mit einem neuen Katalog nach Käufern für die Inkunabeln. Die Preise für die angebotenen 623 Werke betrugen nur noch einen Bruchteil der ursprünglichen Schätzwerte und begannen bei unter $ 50.

## Propaganda
Vollbehr wurde zu einem unbekannten Zeitpunkt „Vertrauensmann“ in den USA für den Aufklärungsausschuss Hamburg-Bremen. Der Aufklärungsausschuss war eine nach dem Ersten Weltkrieg von der Handelskammer Hamburg ins Leben gerufene Agentur für deutschfreundliche Öffentlichkeitsarbeit im Ausland; seit 1931 wurde er gemeinsam mit der Handelskammer Bremen betrieben. Seine hauptsächlichen Adressaten waren die Geschäftspartner der hanseatischen Handelshäuser in Nord- und Lateinamerika, aber auch in Afrika und Asien. 1933 stellte sich der Ausschuss ganz in den Dienst des NS-Propagandaministeriums. Er erhielt einen hauptamtlichen Direktor, den beurlaubten Studienrat Dr. G. Kurt Johannsen.
Der Ausschuss versorgte Vollbehr mit Propagandamaterial, das dieser von Oktober 1931 bis April 1936 in Form von mindestens 11 gedruckten „Memoranden“ an prominente Empfänger in den USA verschickte. Es gelang ihm, deutschfreundliche Artikel über Abrüstung und die „Belebung der deutschen Wirtschaft“ in zahlreichen amerikanischen Zeitungen zu platzieren. In einer Denkschrift vom Dezember 1933 war Vollbehr zuversichtlich, „seine Artikel bald in Hunderten von englischsprachigen Zeitungen wöchentlich lancieren zu können.“
Die propagandistische Tätigkeit Vollbehrs blieb jedoch nicht unbeobachtet und führte 1934 zu seiner Anhörung vor dem McCormack–Dickstein Ausschuss. Der Abgeordnete Samuel Dickstein, Vorsitzender des Einwanderungs- und Einbürgerungskomitees im Repräsentantenhaus, hatte eine eigene Untersuchung über Aktionen der Nationalsozialisten und faschistische Gruppierungen in den USA gestartet, deren Ergebnisse er am 3. Januar 1934 in der zweiten Sitzung des 73. Kongresses vorlegte. Mit der sog. Dickstein-Resolution (H.R. #198) vom März 1934 wurde dann ein Komitee zur Untersuchung unamerikanischer Umtriebe unter John W. McCormack eingerichtet; Dickstein selbst zog wegen seiner jüdischen Wurzeln den stellvertretenden Vorsitz vor.

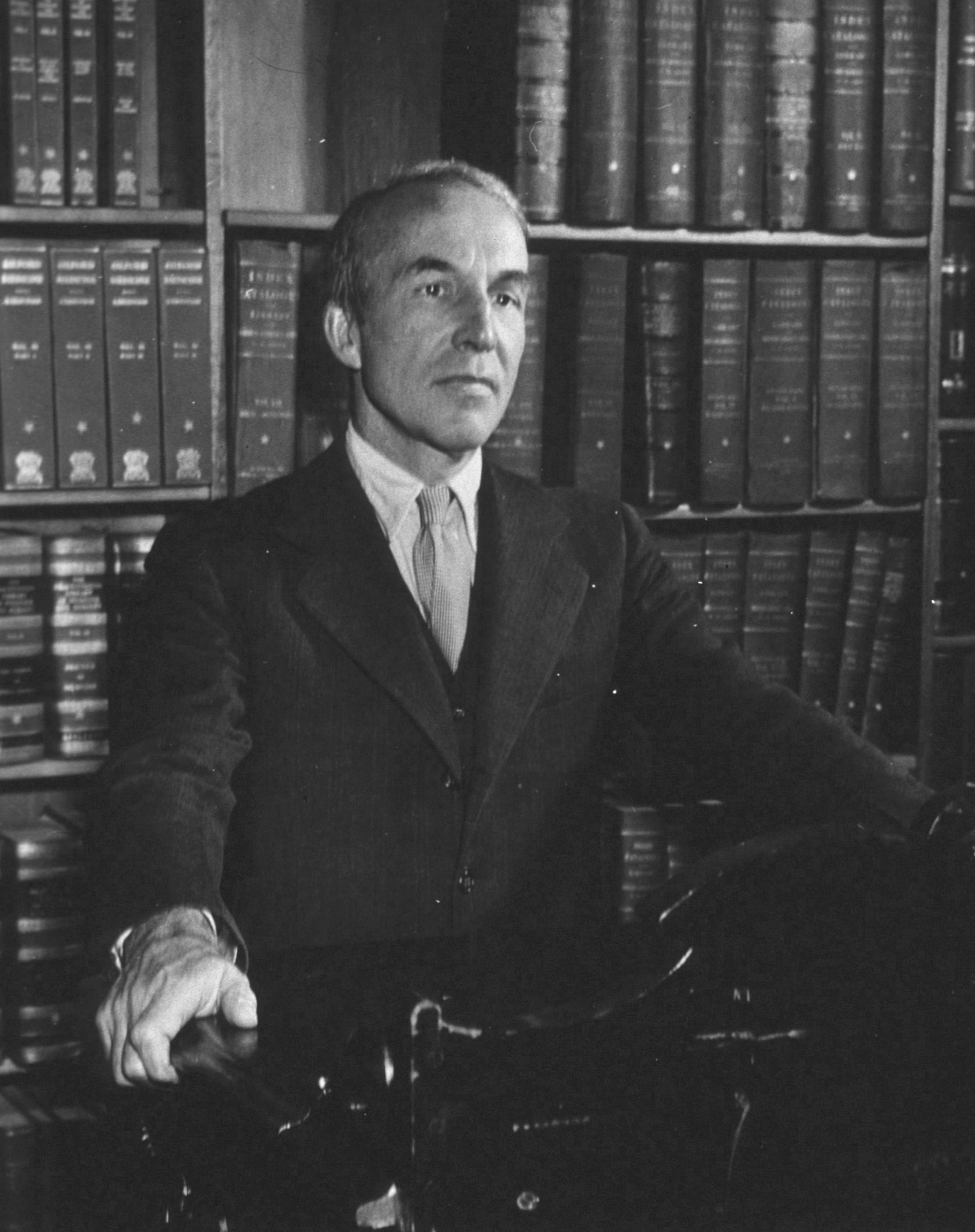
Archibald MacLeish, 1944

Vollbehr wurde am 30. November 1934 angehört. Er sagte aus, er habe Erlöse aus seinen Inkunabel-Verkäufen zur Herstellung und Versendung seiner (zu diesem Zeitpunkt 7) Memoranden verwendet. Er sagte auch aus, dass der deutsche Botschafter in Washington Hans Luther ihn wiederholt gewarnt habe, sich in amerikanische Angelegenheiten einzumischen („don't mix in American affairs“). Vollbehr, so der Ausschuss-Vorsitzende McCormack, habe zugegeben, antisemitisches Propagandamaterial erworben und versendet zu haben (printed matter prepared by an alleged financial service house in new York the nature of which tends to incite racial and religious differences).
Nach dem Bekanntwerden von Vollbehrs pro-deutscher Propagandatätigkeit kam es immer wieder zu kritischen Nachfragen in der Presse hinsichtlich der Ankäufe der Library of Congress. Am 18. Mai 1940 erschien unter dem sarkastischen Titel Uncle Sam has a book ein Artikel von Burton Rascoe in der Saturday Review of Literature, der den Kauf als Dummheit (stupidity) kritisierte und Vollbehr vorwarf, das amerikanische Volk übervorteilt zu haben. Der Artikel brachte Putnams Nachfolger als Librarian of Congress, Archibald MacLeish, der den Kauf nach wie vor für ein Schnäppchen (bargain) hielt, in eine unangenehme Situation und belastete seine Freundschaft mit William Rose Benét, einem der Herausgeber der Review.

## Rückkehr nach Deutschland

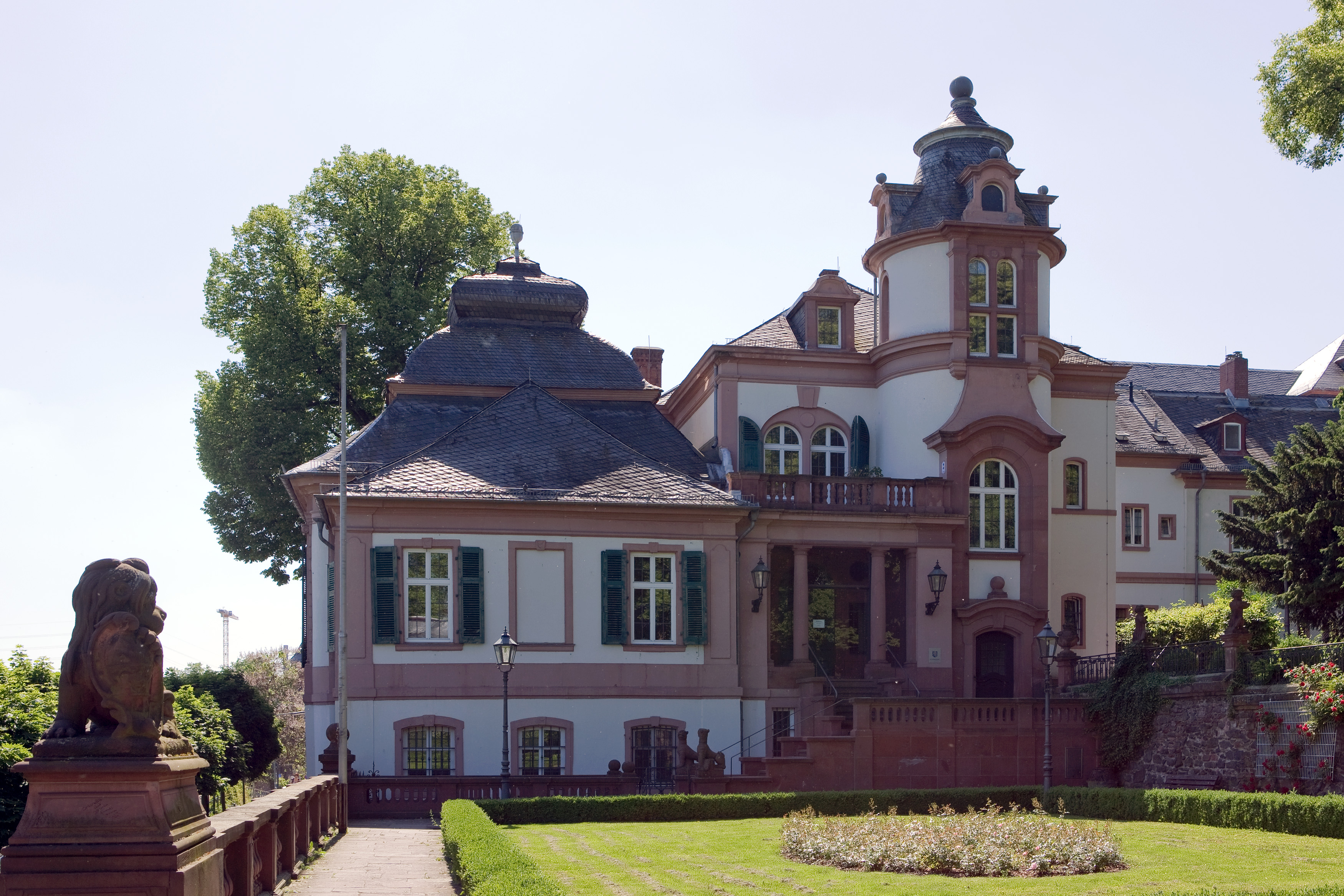
Bolongaropalast, westlicher Gartenpavillon

Vor Ausbruch des Zweiten Weltkriegs kehrte Vollbehr nach Deutschland zurück. Gegen Ende des Krieges lebte er in Baden-Baden. Nach Kriegsende ließen ihn amerikanische Kunstschutzoffiziere der Monuments, Fine Arts, and Archives Section nach Frankfurt am Main kommen. Hier diente die Rothschild-Bibliothek als erster collecting point für von den Nationalsozialisten geraubte Bibliotheken und Bücher. Vollbehrs Aufgabe war es, bei der Sichtung, Ordnung und Katalogisierung der immensen Buchbestände zu helfen.
Zuletzt lebte er im westlichen Pavillon des Bolongaropalastes in Höchst. Er wurde auf dem Höchster Hauptfriedhof beigesetzt.

## Schriften
- Gedächtnisrede am Sarge des kais. türkischen Generalkonsuls Exzellenz Dr. Omer Lutfi Bey o. O. 1918.
- Bericht der freiwilligen Wirtschaftshilfe des Soldatenrats (Soldatenratshilfe). Berlin 1919.
- Is pacifism possible? A Reply. [Los Angeles] [o. J. (1934)].